# Nicole Beukers
Nicole Beukers, född 7 oktober 1990 i Leiderdorp, är en nederländsk roddare.
Beukers blev olympisk silvermedaljör i scullerfyra vid sommarspelen 2016 i Rio de Janeiro. Vid olympiska sommarspelen 2020 i Tokyo slutade Beukers på 6:e plats tillsammans med Laila Youssifou, Inge Janssen och Olivia van Rooijen i scullerfyra.